# タチヤーナ・トルスタヤ
タチヤーナ・ニキーチチナ・トルスタヤ（露: Татьяна Никитична Толстая; ラテン文字転写: Tatyana Nikitichna Tolstaya, 1951年5月3日-）は、ロシアのトルストイ家の作家、テレビ司会者、コメンテーター、小説家、エッセイストである。

## 家族
トルスタヤはレニングラードで作家の家庭に生まれた。彼女の父方の祖父アレクセイ・ニコラエヴィッチ・トルストイは、SF作家の先駆者で、ニコライ・アレクサンドロヴィッチ・トルストイ伯爵とアレクサンドラ・レオニエヴナ・トゥルゲネヴァの息子であり、デカブリストのニコライ・ツルゲーネフや文豪イワン・ツルゲーネフの親戚だった。トルスタヤの父方の祖母は、詩人のナタリア・クランディエフスカヤだった。ミハイル・ロジンスキーはトルスタヤの母方の祖父で、ダンテの『神曲』の翻訳者として知られる。トルスタヤの姉のナタリア・トルスタヤも同じく作家であった。トルスタヤの息子アルテミー・レベデフは、ロシアのウェブデザイン会社アルテミー・レベデフ・スタジオの創設者・オーナーである。

## 経歴と業績

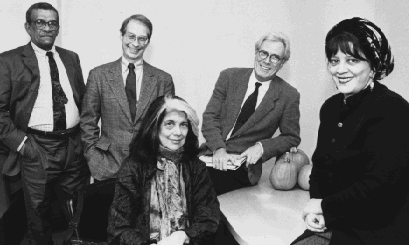
右から：タチヤーナ・トルスタヤ、マーク・ストランド、スーザン・ソンタグ、芸術学部創作部長リチャード・ロック、そしてデレック・ウォルコット

### 青年期（1951年-1983年）
タチヤーナ・トルスタヤはレニングラードで、物理学者ニキータ・A・トルストイとナタリア・ミハイロヴナ・ロジンスカヤの間に生まれた。6人兄弟で、レンソヴェート第1集合住宅で育った。
1974年、トルスタヤはレニングラード大学西洋古典文献学部を卒業した。同年、文献学者アンドレイ・レベデフと結婚した。1980年代初頭に夫婦はモスクワに移り、トルスタヤはそこで出版社のナウカに勤め始めた。
トルスタヤによると、1982年11月に彼女は目の手術を受け、3か月のリハビリテーションの間、明るい光を見ることができなかった。彼女はこの時期が自分を作家活動に向かわせたと信じている。世界の情報が絶え間なく入ってくることがなくなったので、思考がクリアになり、プロットや物語を書き留めたいという願望を自分の中に発見したのだった。

### 作家生活の開始（1983年-1989年）
1983年、トルスタヤは文芸評論家として頭角を現した。
彼女の最初の短編「金色の玄関に」は、1983年に『オーロラ』誌に掲載されてトルスタヤの作家生活のスタートとなり、同名の短編集により彼女は、ペレストロイカとソヴィエト以降の最も主要な作家の一人となった。日系アメリカ人の文芸評論家ミチコ・カクタニは、「彼女の大伯父であるレフ・トルストイの作品、彼の自然愛、心理学的洞察、日常生活の細部への注目などの投影を見ることができる」と書いている。一方で「彼女の聡明で忘れがたい物語は、チェーホフの作品を強く思い起こさせ、登場人物の内面生活や見果てぬ夢を尋常でない共感と洞察力で書き記し」、「著者のナボコフ的言語愛や、ブルガーコフやゴーゴリを思い出させる奇想天外な逸脱」についても言及している。1987年、短編集『金色の玄関に』は英語に翻訳され、高い評価を得た。1988年にロシアで本が出版されると、数時間のうちに5万部が売り切れた。1989年から彼女はテキサス大学オースティン校でロシア文学の客員教授となった。

### アメリカ合衆国での生活と評論活動（1990年-1999年）
1990年、トルスタヤは家族と共にアメリカ合衆国へ移住した。彼女は最初にプリンストン大学で、それからスキッドモア大学で、ロシア文学と創作を教え始め、さらに多くの大学で講義を行った。さらにジャーナリストとして活躍し、『ニューヨーク・レビュー・オブ・ブックス』『ザ・ニューヨーカー』『タイムズ文芸付録』『ウィルソン・クォータリー』に寄稿し、そしてロシア人の編集による『モスクワ・ニュース』などにも記事を書いた。これらの記事は辛口の評論として評判であった。

### 『クィシ』、「悪口学校」、スピーチライター（2000年-2012年）
1990年代前半、トルスタヤは脚本家でジャーナリストのアヴドーチア・スミルノワと文芸評論家アレクサンダー・ティモフェエフスキーと共に、ロシアの政党右派連合のスピーチライターとして活躍した。
1999年、トルスタヤはロシアに帰国した。翌年彼女は新作小説『クィシ Кысь』を出したが、これは核戦争後のロシアの（今は忘れられた）モスクワのかつての生活のディストピア版で、反教養小説とも言うべきものであり、「ソ連後のロシアの政治社会生活への失望」に対峙したものであった。そこでは「ロシア文学の過去の栄光の反映に満ちた世界からの没落、人間の非人間的な苦笑の肖像、主権と無力感両方の芸術への賛辞、未来は現在であるという過去のヴィジョン」が描かれている。作家はこの小説を書くのに14年以上かかったと告白している。2003年までに、『クィシ』は20万部以上が売れた。
『クィシ』を出版したすぐ後に、トルスタヤは3冊の本を出版した。『昼』と『夜』という題の2冊の短編集に続いて、姉のナタリアと共著の『二人』である。
2002年から2014年までの12年間、友人のアヴドーチア・スミルノワと共に彼女はロシアの文化テレビ番組「悪口学校」（タイトルはリチャード・シェリダンの劇による）の司会を務め、現代ロシアの文化と政治の様々な代表者へのインタビューを行った。2003年、「悪口学校」はロシア国立テレビ主催の最優秀トークショー賞を受賞した。
2010年、トルスタヤは姪のオルガ・プロホロワ・トルスタヤと共に『ブラティーノと同じABC』を出したが、これはブラティーノが売り払った本に入っていたはずの詩の詩集だった。ロシアの雑誌社のインタビューに答えてトルスタヤは、この本のアイデアは子どものころから温めていたのだが、自分の子どもが成長したころに姪がアイデアを拾い上げ、本にするのを助けてくれた、と語っている。

### 2013年以降
2015年6月12日、『ザ・ニューヨーカー』はトルスタヤのエッセイ『正方形』を掲載したが、これは「無」を表わしたカジミール・マレーヴィチの1915年の絵画『黒の正方形』への暗いオマージュであり、自身に言及した段落で終わっている。
2018年、短編集『光の世界』がロシアで出版された。遊び心のある詩的な言葉で書かれた作品で、彼女の子ども時代の家族と旅行の思い出を、現実とフィクションを混ぜながら描いている。この本はイワン・ペトロヴィッチ・ベールキン賞を受賞した。まもなく英語に翻訳され、高い評価を受けた。
2020年、彼女は年間作家賞を受賞した。この賞はロシア文学に長年貢献している多作な作家を表彰するものである。

## 著作

### 英語に翻訳された著作
- Tolstaya, Tatyana Antonina W. Bouis訳 (1989). On the golden porch. New York: Knopf
- Antonina W. Bouis訳 (1990). On the golden porch (Reprint ed.). New York: Vintage
- Antonina W. Bouis訳 (1990). On the golden porch and other stories (Reprint ed.). Penguin
- Sleepwalker in a Fog, Alfred A. Knopf, New York, 1991, then Vintage Books, 1993; ISBN 0-679-73063-X
- Pushkin's Children: Writings on Russia and Russians. Boston and New York: Houghton Mifflin. (2003) 2017年3月25日閲覧。
- The Slynx. New York: New York Review of Books Classics. (2003) 2017年3月24日閲覧。
- White Walls. New York: New York Review of Books Classics. (2007) 2017年3月24日閲覧。
- Aetherial Worlds: Stories. New York: Knopf. (2018). ISBN 978-1524732776

### 短篇抜粋
- Tolstaya, Tatyana (January 8, 1990). “The Poet and the Muse.”. The New Yorker.
- Tolstaya, Tatyana (October 8, 1990). “Heavenly Flame.”. The New Yorker.
- Tolstaya, Tatyana (March 4, 1991). “Most Beloved.”. The New Yorker.
- Tolstaya, Tatyana (Spring 1991). “Night”. The Paris Review 118.
- Tolstaya, Tatyana (January 17, 2000). “White Walls.”. The New Yorker.
- Tolstaya, Tatyana (March 12, 2007). “See the Other Side.”. The New Yorker 83 2017年3月24日閲覧。.
- Tolstaya, Tatyana (January 18, 2016). “Aspic.”. The New Yorker 92 2017年3月24日閲覧。.

### エッセイとレポート
- Tolstaya, Tatyana (1992). “Is There Hope for Pushkin's Children?”. Wilson Quarterly 16 2017年3月24日閲覧。.
- Tolstaya, Tatyana (February 29, 1996). “On Joseph Brodsky”. The New York Review of Books 2015年3月31日閲覧。.
- Tolstaya, Tatyana (December 28, 1998). “The Snow Collectors.”. The New Yorker.
- Tolstaya, Tatyana (May 25, 2000). “The Making of Mr Putin”. The New York Review of Books 2015年3月31日閲覧。.
- Tolstaya, Tatyana (September 20, 2000). “Of Saints and Servants.”. Project Syndicate 2017年3月24日閲覧。.
- Tolstaya, Tatyana (December 26, 2005). “Yorick: Uncovering the bones of a grandmother's past.”. The New Yorker 81 (41) 2017年3月24日閲覧。.
- Tolstaya, Tatyana (December 22–29, 2014). “Bus Stop”. The New Yorker 90 (41):  123 2015年3月31日閲覧。.
- Tolstaya, Tatyana (December 28, 2014). “The Beauty, the Journalist, and the Titanic”. BBC Magazine 2017年3月24日閲覧。.
- Tolstaya, Tatyana (June 12, 2015). “The Square”. The New Yorker 91 2015年3月31日閲覧。.
- Tolstaya, Tatyana (June 21, 2015). “Father”. The New Yorker 91 2015年3月31日閲覧。.

### 日本語に翻訳された著作
- タチヤーナ・トルスタヤ著; 沼野充義, 沼野恭子訳『金色の玄関に』白水社、1995年5月 ISBN 4-560-04335-3
- タチヤーナ・トルスタヤ著; 沼野恭子訳「夜」『魔女たちの饗宴：現代ロシア女性作家選』新潮社 1998年 所収 ISBN 4-10-536601-7
- タチヤーナ・トルスタヤ著; 貝澤哉, 高柳聡子訳「クィシ」（1-4）『早稲田文学』[第10次] 5-13、2012.9-2015冬
- タチヤーナ・トルスタヤ著; 沼野恭子訳「霧の中から月が出た」『ヌマヌマ : はまったら抜けだせない現代ロシア小説傑作選』河出書房新社 2021年 所収 ISBN 978-4-309-20840-4

## 日本への紹介
1983年にソ連文壇に彗星のように現れたトルスタヤの作品について、1987年に沼野充義は、最初の短編「金色の玄関に」はじめ7篇を「一読してともかくその新鮮な感覚と洗練された文学的技法に驚嘆した」と紹介している。1989年に沼野は短篇「可愛いシューラ」を訳出し、トルスタヤが描く「小さな人間」は、ソ連文学が長く掲げていた「肯定的主人公」という理想に対する大胆な挑戦であると述べている。1995年には標題作を含む13篇の短編集『金色の玄関に』が沼野充義・沼野恭子の訳で出版され、訳者はトルスタヤの文体の特徴を、まず直喩や隠喩を使うこと、次に独特の「多声的」な語り、そして文学的テキストの引用にある、としている。
1996年に沼野恭子はトルスタヤの「夜」（1987年）を訳出し、男性作家の多かったロシア文学の世界に、女性作家たちが斬新で個性的な作品を生み出していることを指摘している。この「夜」は1998年に沼野恭子訳『魔女たちの饗宴：現代ロシア女性作家選』に収められたが、その解説で訳者はトルスタヤについて、現実と夢想世界の対立というロマン主義的二元論を好み、意表をつくメタファーを幾重にもかさねて天翔ける想像力にたっぷりと精巧な意匠を凝らす、と述べている。
1999年に出たトルスタヤの『クィシ』は33章からなる長編小説だが、2001年に沼野恭子は第1章の冒頭を訳出し、未来小説の体裁をとりつつも言葉の突然変異という言語実験を行う著者の挑戦を解説した。『クィシ』は貝澤哉と高柳聡子により前半が訳出されている。貝澤はこの小説について、もっとも幻想的にして荒唐無稽、大法螺吹きにして底抜けに浮世ばなれした大真面目なリアリズム小説、と述べている。
2013年に沼野恭子は「霧の中から月が出た」（1987年）を訳出し、トルスタヤのエッセンスが凝縮しているような短編、と評している。この作品は2021年刊行の沼野充義・沼野恭子編訳『ヌマヌマ』に収められた。